# Alfredo Barragán
Alfredo Barragán (Dolores - Provincia de Bs As 20 de febrero de 1949) es un abogado, explorador deportivo científico y aventurero argentino, célebre por haber sido el comandante de la travesía conocida como Expedición Atlantis en 1984, que consistió en el cruce en balsa del océano Atlántico, desde el puerto de Tenerife, islas Canarias hasta La Guaria en Venezuela. No obstante que Barragán logró fama mundial a través de la mencionada hazaña, para el año 2021 contaba también con otras 30 expediciones realizadas en los cinco continentes, entre las que destacan el haber cruzado el mar Caribe en kayak y haber volado sobre la cordillera de los Andes en globo aerostático, entre otras.
Además de su participación como jefe de diversas expediciones a lo largo de los años, Barragán también se ha dedicado a brindar conferencias plasmando el tema de "El desafío de lo imposible", además ha sido declarado ciudadano ilustre de Pedro Luro y personalidad destacada de la provincia de Buenos Aires en 2020.